# Leucandra onigaseana
Leucandra onigaseana är en svampdjursart som beskrevs av Hozawa 1929. Leucandra onigaseana ingår i släktet Leucandra och familjen Grantiidae.
Artens utbredningsområde är havet kring Japan. Inga underarter finns listade i Catalogue of Life.